# Aclerdidae
Aclerdidae zijn een familie van schildluizen uit de orde van de halfvleugeligen (Hemiptera).

## Taxonomie
De volgende geslachten worden bij de familie ingedeeld:
- Aclerda
- Kwazulaclerda
- Lecanaclerda
- Nipponaclerda
- Rhodesaclerda